# El imperio (película de 2024)
El imperio (en francés: L'Empire) es una película de comedia dramática de ciencia ficción apocalíptica de 2024 escrita y dirigida por Bruno Dumont. La coproducción internacional entre Francia, Alemania, Italia, Bélgica y Portugal se estrenó en el Festival Internacional de Cine de Berlín de 2024, donde compitió por el Oso de Oro.

## Sinopsis
Un pequeño pueblo del norte de Francia es el campo de batalla de caballeros extraterrestres encubiertos.

## Reparto
- Lyna Khoudri como Line
- Anamaría Vartolomei como Jane
- Camille Cottin como la reina
- Fabrice Luchini como Belzebuth
- Brandon Vlieghe como Jony
- Julien Manier como Rudy
- Bernard Pruvost como Van der Weyden
- Philippe Joré como Carpentier

## Producción

### Desarrollo y casting
En enero de 2022, se anunció que Bruno Dumont preparaba una nueva película titulada L'Empire, que contaría con las actrices Virginie Efira y Adèle Haenel. Haenel fue descrita como "su regreso al cine", tras una polémica en la 45.ª edición de los Premios César tras la cual se alejó del cine. Lily-Rose Depp y Fabrice Luchini, así como Bernard Pruvost, Philippe Jore y Julien Manier, también fueron anunciados como miembros del reparto. La película se anuncia como una confusa mezcla de ciencia ficción y realismo social ambientada en la región natal de Dumont, en el norte de Francia. Bernard Pruvost vuelve a aparecer como el comandante Van der Weyden, y Philippe Jore, como el teniente Rudy Carpentier, personajes que aparecieron originalmente en la miniserie El pequeño Quinquin (2014), también creada por Dumont. A finales de abril de 2022, Camille Cottin y Anamaria Vartolomei se unieron al reparto. En mayo de 2022, Adèle Haenel abandonó el proyecto debido a desacuerdos con Bruno Dumont sobre el guion, que calificó de "oscuro, sexista y racista". En agosto de 2022, se confirmó que Lily-Rose Depp y Virginie Efira habían abandonado el proyecto debido a que "el rodaje había cambiado de fechas varias veces", lo que finalmente entró en conflicto con sus agendas. Fueron sustituidas por Lyna Khoudri y Camille Cottin, así como por Anamaria Vartolomei, que ocupó el lugar de Adèle Haenel.
Jean Bréhat y Bertrand Faivre producen El Imperio para Tessalit Productions. La película está coproducida por la alemana Red Balloon Film (Alemania), Ascent Film (Italia), Novak Prod (Bélgica), Rosa Filmes (Portugal) y Furyo Films (Francia).

### Rodaje
La fotografía principal comenzó el 16 de agosto de 2022 en Wimereux (Paso de Calais), situada en la región francesa de Costa de Ópalo, donde la producción se instaló en la playa de Dunes de la Slack, que se extiende entre Pointe aux Oies y Fort d'Ambleteuse. Ese día se utilizaron caballos boulonnais y drones. El rodaje, que tuvo lugar principalmente en Audresselles, continuó hasta el 10 de septiembre. El 13 de agosto también se rodaron escenas a bordo de un barco frente a la costa de Audresselles. El rodaje se reanudó durante unos días a finales de septiembre en Bruselas, luego del 3 al 10 de octubre en Caserta, con un último día de rodaje previsto para octubre o noviembre en Berlín.

## Recepción

### Respuesta crítica
En Rotten Tomatoes, la película tiene un índice de aprobación del 63% basado en 8 críticas, con una nota media de 4,7/10.